# Eau Claire megye
Eau Claire megye az Amerikai Egyesült Államokban, azon belül Wisconsin államban található. Megyeszékhelye és legnagyobb városa Eau Claire. Lakosainak száma 105 710 fő (2020. április 1.). Eau Claire megye Chippewa, Clark, Jackson, Trempealeau, Buffalo, Pepin és Dunn megyékkel határos.

## Népesség
A megye népességének változása:
| Lakosok száma | 98 866 | 99 758 | 100 605 | 101 438 | 102 105 | 105 710 |
|               | 2010   | 2011   | 2012    | 2013    | 2015    | 2020    |